# Carl von Voit
Carl von Voit (Amberg, 1831. október 31. – München, 1908. január 31.) német fiziológus és dietetikus.

## Élete és munkássága
1860-ban az élettan rendkívüli, 1863-ban pedig rendes tanára lett a müncheni egyetemen. Voit a táplálkozásról és az anyagcseréről való modern tudomány megalapítója. Kutatásai kiderítették, hogy a szervezet táplálkozására különböző esetekben milyen tápanyagok szükségesek. Elméleti kutatásait a gyakorlati életre alkalmazva megállapította az ember helyes táplálkozásának módját. Voit munkái jórészt a Zeitschrift für Biologie-ben jelentek meg, amelyet Max von Pettenkoferrel együtt 1865-ben alapított. Kutatásainak eredményét az Über die Theorie der Ernährung des Fleischfressers (Lipcse, 1860); Über die Wirkung des Kochsalzes, des Kaffees und der Muskelbewegung auf den Stoffwechsel (München, 1860); Über die Kost in öffentlichen Anstalten (uo. 1876); Über die Entwicklung der Erkenntniss (uo. 1879); Physiologie des allgemeinen Stoffwechsels und der Ernährung (hermann, Handbuch der Physiologie-jében, 6. kötet, Lipcse, 1881).